# Добеславиці (Свентокшиське воєводство)
Добеславиці (пол. Dobiesławice) — село в Польщі, у гміні Бейсці Казімерського повіту Свентокшиського воєводства.
Населення — 282 особи (2011).
У 1975-1998 роках село належало до Келецького воєводства.

## Демографія
Демографічна структура на день 31 березня 2011 року:
|          | Загалом | Допрацездатний вік | Працездатний вік | Постпрацездатний вік |
| -------- | ------- | ------------------ | ---------------- | -------------------- |
| Чоловіки | 142     | 27                 | 91               | 24                   |
| Жінки    | 140     | 22                 | 74               | 44                   |
| Разом    | 282     | 49                 | 165              | 68                   |